# Križ krajputaš
Križ krajputaš je križ, kršćanski simbol, kojeg se gradi uz puteve i raskrižja, odakle i im krajputaš, "pokraj puta". Sastavnica su sakralne arhitekture. Za građevne materijale koristi se i drvo, kamen, beton, željezo. Česti su u Europi, a dio su kulturne baštine i u Hrvata. 

## Vanjske poveznice
- Obnovljen simbol vjere i tradicije na Bikovu – križ krajputaš [neaktivna poveznica], Hrvatski intelektualni zbor BiH, autor: Josip Stantić, srijeda, 2. travnja 2008.
- Radio Subotica[neaktivna poveznica] Obnovljen simbol vjere i tradicije na Bikovu – križ krajputaš
- Križ krajputaš, Portal RMB piše župnik Marijan Čuljak, 18. kolovoza 2010.
- Tribina o tavankutskim križevima   Arhivirana inačica izvorne stranice od 23. rujna 2020. (Wayback Machine) održana 10. ožujka 2013. godine u organizaciji tavankutskih udruga HKPD „Matija Gubec“ i Galerije Prve kolonije naive u tehnici slame te OŠ „Matija Gubec“ i župe Srce Isusovo, u prostorijama Društva „Matija Gubec“, Zavod za kulturu vojvođanskih Hrvata